# Houtribsluizen

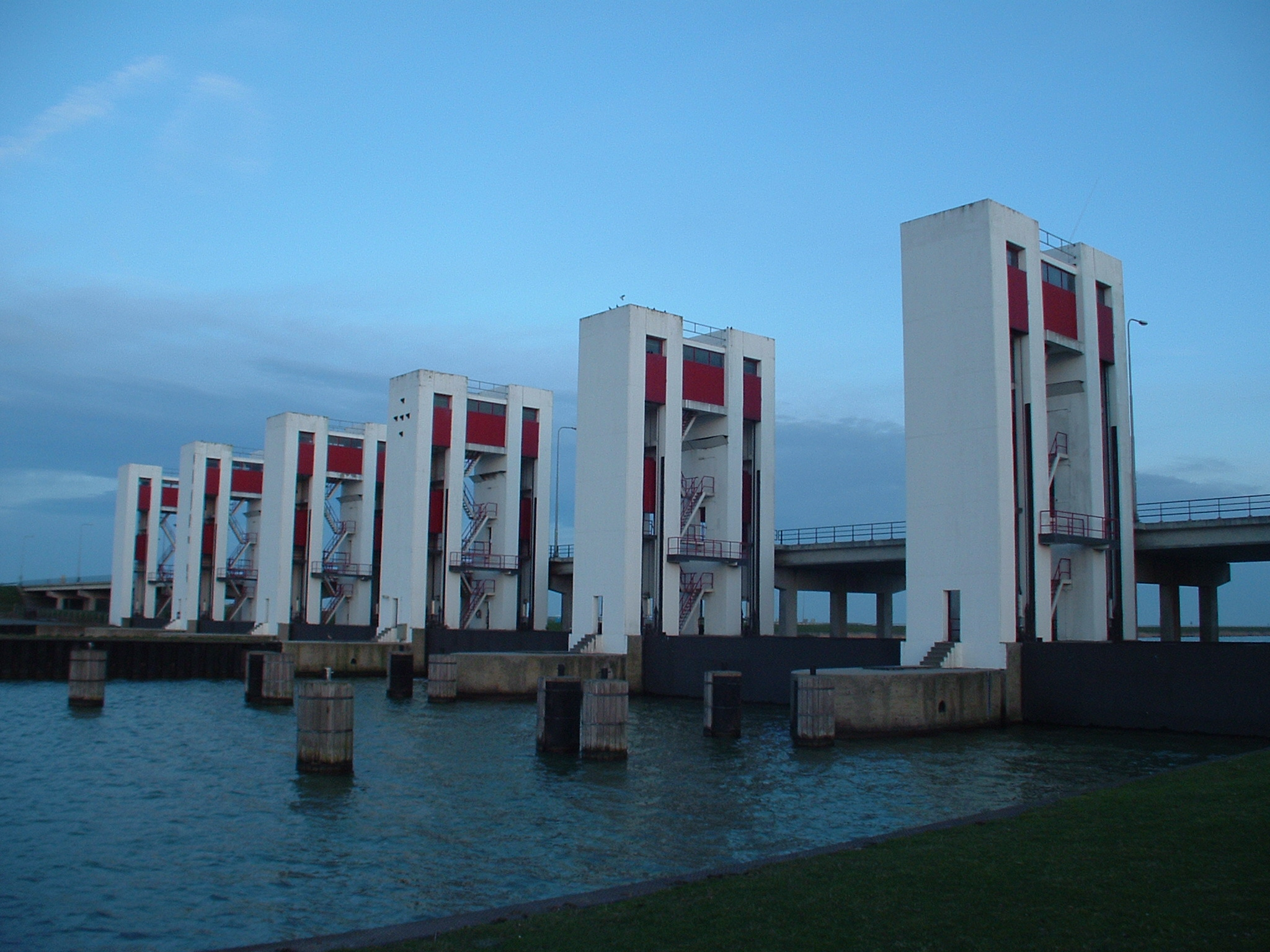
Houtribsluizen

Die Houtribsluizen sind ein Schleusenkomplex zwischen dem IJsselmeer und dem Markermeer vor der niederländischen Stadt Lelystad. Sie wurden 1975 errichtet und zwischen 2010 und 2012 renoviert.
Die Schleusen stehen als gemeentelijk monument (deutsch „kommunales Denkmal“) unter Denkmalschutz.